# Erebia langara
Erebia langara är en fjärilsart som beskrevs av Schetkin 1971. Erebia langara ingår i släktet Erebia och familjen praktfjärilar. Inga underarter finns listade i Catalogue of Life.